# Carcelén (parroquia)

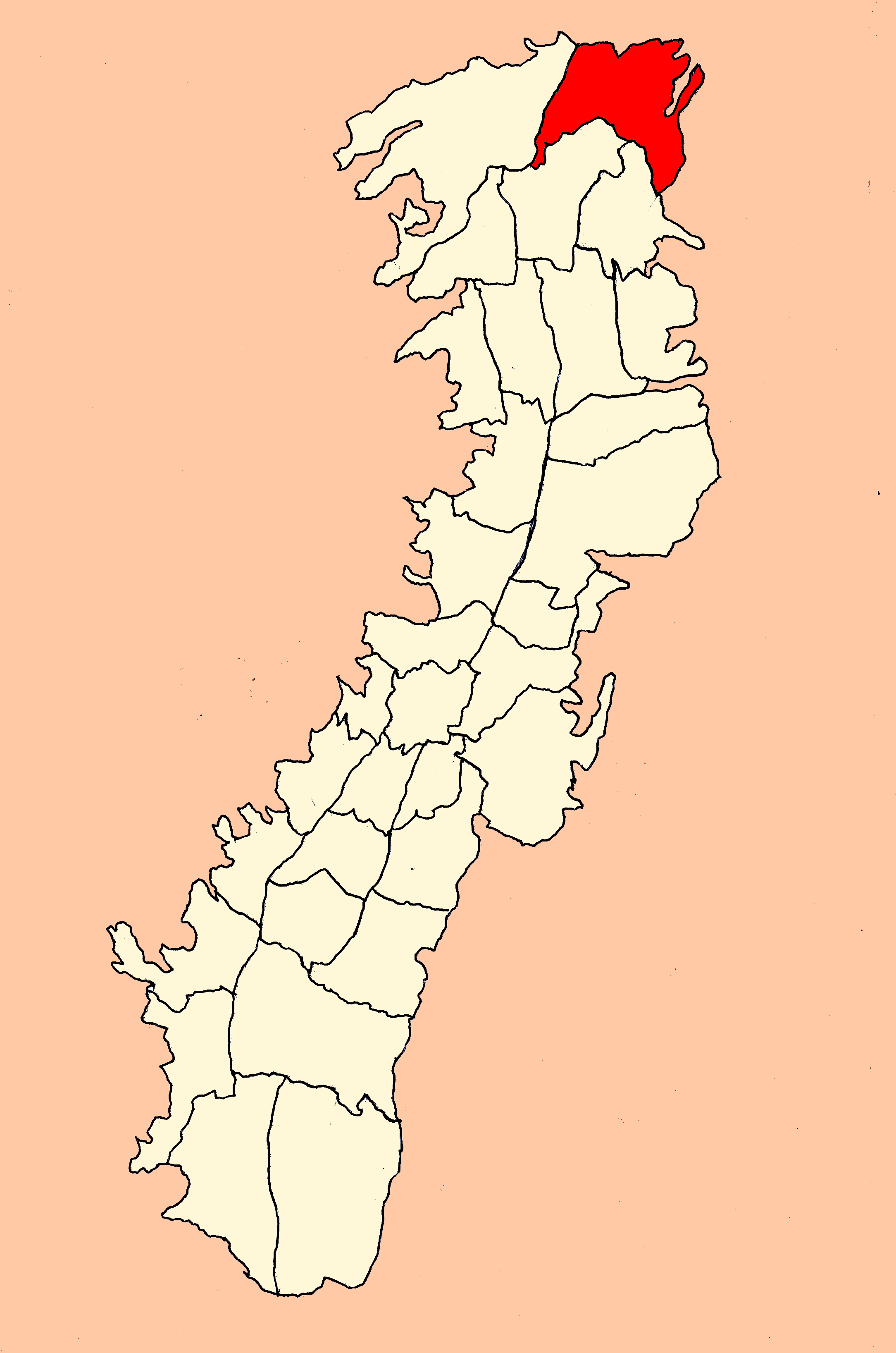
Parroquia Carcelén (Quito, Ecuador)

Carcelén es una parroquia urbana al norte de la ciudad de Quito. 
Se trata de una de las 65 parroquias que conforman el área metropolitana de la capital de Ecuador. Se ubica en el cantón de Quito, que forma parte de la provincia de Pichincha. Hacia 2012 su población alcanzaba los 55 301 habitantes. Dentro de la parroquia se encuentra el Terminal Terrestre Carcelén.

## Historia
El actual territorio de Carcelén se encontraba ocupada por dos haciendas: Carcelén y Santo Domingo. A partir de los años 60 estas tierras se empezaron a dividir y el Banco Ecuatoriano de la Vivienda empieza a construir las primeras viviendas, y gracias a esto Carcelén aparece entre los años 70 y 80 como una ciudad satélite de Quito, aunque la expansión urbana hizo que eventualmente se convirtiera en un barrio de esta ciudad.
En un inicio este fue creado para la dictadura militar de la época como una ciudadela, pero terminó convirtiéndose en el emblemático barrio que hoy en día es Carcelén.

## Crecimiento
Carcelén en un principio no contaba con servicios básicos y menos con la extensión comercial ubicada en sus calles principales. Actualmente este barrio cuenta con uno de los hospitales públicos más modernos de la ciudad de Quito "Hospital San Francisco del IESS" construido e inaugurado durante el gobierno de Rafael Correa Delgado (2007-2017), centros educativos públicos y privados, parques para los que disfrutan del buen fútbol y ecuavóley, y por último la conocida parroquia eclesiástica de Hermanas isabelinas italianas que se fundó en 1982.
Además, en esta parroquia se encuentra el Colegio ISM West , Colegio Americano, y la Universidad Sek, por lo que se han incrementado el número de locales, supermercados y propiedades con gran apertura al arrendamiento y compra de las mismas.
Aunque no ubicados en Carcelén, se encuentran cerca de este barrio dos grandes centros comerciales: Condado Shopping y Portal Shopping.
Ahora este barrio se divide en Carcelén BEV y Carcelén Bajo.

## Año Nuevo
Este es un barrio característico por las muchas exposiciones que se dan en fin de año, desde los monigotes que pueden llegar a medir 5 metros o más, hasta las viudas de aquellos vecinos que se unen para la gran recolecta de ese día. Lo asombroso es el número de personas que asisten a observar estos eventos llenos de música, personas disfrazadas, coreografías y demás, tan solo para despedir el año viejo con la mejor de las actitudes.

## Educación
En esta parroquia se encuentran dos de los colegios más prestigiosos de la capital: el ISM West y el Americano.
Las unidades educativas fiscales (públicas) más representativas son el Colegio República de Rumania, la escuela Carcelén, Colegio Nacional Ligdano Chávez y la Escuela Atanasio Viteri.

## Barrios
La parroquia de Carcelén se divide en varios barrios:
- Carcelén BEV (banco ecuatoriano de la Vivienda)
- Carcelén Bajo
- Corazón de Jesús
- La Josefina
- 29 de Abril
- Alberto Einstein
- Balcón del Norte
- La Esperanza
- Los Mastodontes
- Lirios de Carcelén
- Santo Domingo de Carretas

## Transporte
La parroquia de Carcelén cuenta con varias líneas de transporte y alimentadores:
- Marín-Carcelén
- El Ejido-Carcelén-La Josefina
- El Ejido-Av. Eloy Alfaro-Carcelén
- Marín-Carcelén Bajo
- Terminal La Ofelia-Carcelén Bajo